# Wonderwall Music
Wonderwall Music ist das erste Soloalbum von George Harrison. Es erschien am 1. November 1968 und ist das erste Soloalbum eines Mitgliedes der Beatles.

## Entstehungsgeschichte
Das Album ist der Soundtrack zum Spielfilm Wonderwall. Ein Teil der Lieder (2, 5, 8, 10, 11, 14, 17 und 18) wurden zwischen November 1967 und Februar 1968 in Großbritannien aufgenommen, die anderen (1, 3, 4, 6, 7, 9, 12, 13, 15, 16 und 19) 1968 in Indien. Die indischen Sessions für Wonderwall Music fanden vom 9. bis 13. Januar 1968 in den EMI Recording Studios im Universal Insurance Building, Sir Pherozeshah Mehta Road, Fort, Bombay 400001 statt. Harrison nahm auch den Backing-Track für das Beatles-Lied The Inner Light in Bombay auf. Das Lied wurde im März 1968 als B-Seite von Lady Madonna veröffentlicht. Harrisons Suche nach indischen Musikern wurde vom Sitarspieler Shambhu Das und HMVs Leiter von A & R, Vijay Dubey, unterstützt.
Wonderwall Music enthielt auch Instrumentalstücke im westlichen Musikstil, wie Drilling A Home, Cowboy Music, Greasy Legs und Ski-ing, bei dem Eric Clapton Gitarre spielte. Die Aufnahmen im westlichen Stil wurden in den in Abbey Road Studios gemacht. Harrison besuchte während des Schnitts oft die Twickenham Film Studios, um mit dem Regisseur Joe Massot zu überprüfen, ob seine Musik für die Szenen und die richtige Länge geeignet war.
Einige der Musiker, die auf der Plattenhülle angegeben sind, sind Pseudonyme von George Harrison, Eric Clapton und Ringo Starr. Harrison wird als Produzent, Arrangeur und Komponist des Albums genannt. Peter Tork von den Monkees spielte Banjo und zwar ein Instrument, das er sich von Paul McCartney ausgeliehen hatte, wurde aber nicht als Musiker aufgeführt.
Harrison führt im CD-Booklet aus, wie die Aufnahmen in England abliefen:

“I had a regular wind-up stopwatch and I watched the film to ‘spot-in’ the music with the watch. I wrote the timings down in my book, then I’d go to Abbey Road, make up a piece, record it.”

„Ich hatte eine normale Stoppuhr zum Aufziehen und schaute mir den Film an, um die Musik mit der Stoppuhr auf den Punkt genau einpassen zu können. Ich schrieb es in einem Notizbuch auf, dann ging ich in die Abbey Road Studios, dachte mir ein Stück aus und nahm es auf.“

In Großbritannien konnten die Stücke auf einem Vierspur-Rekorder aufgenommen und abgemischt werden. Das Studio der EMI in Indien war technisch nicht so gut ausgestattet und die Aufnahmen wurden dort live in Zweispur-Stereo aufgenommen. Die Stücke auf Wonderwall Music sind größtenteils instrumental, abgesehen von einigen Gesangsstimmen indischer Musiker.
Der Film Wonderwall hatte seine Premiere bei den Filmfestspielen von Cannes am 17. Mai 1968. George und Pattie Harrison waren anwesend, ebenso wie Ringo Starr, seine Frau Maureen und Mitglieder der Besetzung.
1998 beschloss Massot, den Film zu restaurieren und neu zu veröffentlichen, und bat Harrison, die Masteraufnahmen zur Verfügung zu stellen. Seine Suche führte zur Wiederentdeckung von In The First Place, einem Lied, das von The Remo Four geschrieben und aufgenommen wurde, aber nicht verwendet wurde. In The First Place wurde 1999 als Single veröffentlicht. Das Lied erschien in der restaurierten Version von Wonderwall, sowohl in der Kino- als auch in der Director’s-Cut-Version.

## Covergestaltung
Das Design des Covers stammt von Bob Gill, John Kelly und Alan Aldridge, das Foto von Terry O’Neill. Es zeigt einen britischen Mann mit Melone und Regenschirm, der sich einer roten Wand nähert, wobei ein Ziegelstein fehlt. Hinter der Mauer baden und spielen zehn nackte Frauen unter einem Baum.
Derek Taylor schrieb 1992 in den Liner Notes der CD-Veröffentlichung: "Es war ein schönes Gemälde, aber es vermisste die Essenz der Hoffnung. George erinnert sich: "Ich schlug vor, dass wir einen Ziegelstein aus der Wand nehmen, um dem Kerl auf der anderen Seite eine Chance zu geben, so wie der Charakter von Jack MacGowran eine Chance hatte. Bob Gill wollte es nicht tun, aber er tat es." Nun, ich erinnere mich an diese Mauer, diesen Ziegelstein. Mit welchem Zögern suggeriert man einem Künstler, die Form und das Wesen seines Werkes zu verändern, wenn auch nur geringfügig. Bob Gill und ich haben unsere Kompatibilität nie ganz wiedererlangt, aber der Stein musste weg, also ging es. Hatten wir Recht? Ja."

## Titelliste
Seite 1
1. Microbes (Harrison) – 3:42
2. Red Lady Too (Harrison) – 1:56
3. Tabla and Pakavaj (Harrison) – 1:05
4. In the Park (Harrison) – 4:08
5. Drilling a Home (Harrison) – 3:08
6. Guru Vandana (Harrison) – 1:05
7. Greasy Legs (Harrison) – 1:28
8. Ski-ing (Harrison) – 1:50
9. Gat Kirwani (Harrison) – 1:15
10. Dream Scene (Harrison) – 5:26

 Seite 2
1. Party Seacombe (Harrison) – 4:35
2. Love Scene (Harrison) – 4:17
3. Crying (Harrison) – 1:15
4. Cowboy Music (Harrison) – 1:29
5. Fantasy Sequins (Harrison) – 1:50
6. On the Bed (Harrison) – 2:23
7. Glass Box (Harrison) – 1:07
8. Wonderwall to Be Here (Harrison) – 1:25
9. Singing Om (Harrison) – 1:54

## Wiederveröffentlichungen
- Die Erstveröffentlichung im remasterten CD-Format erfolgte im Juni 1992 ohne Bonustitel. Das Remastering erfolgte im Dezember 1991 von Ron Furmarek in den Capitol Recording Studios in Hollywood. Dem Album ist ein zwölfseitiges bebildertes Begleitheft beigegelegt, das Informationen von Derek Taylor zum Album beinhaltet.[2]
- Am 19. September 2014 wurde die CD, erneut remastert, mit folgenden Bonustiteln wiederveröffentlicht:
  - In the First Place (by The Remo Four) – 3:17
  - Almost Shankara – 5:00
  - The Inner Light (Alternate Take Instrumental) – 3:43

Das Remastering erfolgte von Paul Hicks, Gavin Lurssen und Reuben Cohen in den Lurssen Mastering Studios. Das CD-Album hat ein aufklappbares Pappcover, dem ein sechzehnseitiges bebildertes Begleitheft beigegelegt ist, das Informationen von Kevin Howlett zum Album beinhaltet. Die CD befindet sich in einem Innencover, das der Originalinnenhülle des Vinylalbums nachempfunden ist. Das Design stammt von Darren Evans.
- Am 20. April 2024 zum Record Store Day erschien das Album als Picture Disc auf dem Dark Horse-Label.[4]

## Kultureller Einfluss
Die Britpop-Gruppe Oasis, bekannt für ihre von den Beatles beeinflusste Musik, hatte den Hit Wonderwall in den 1990er Jahren, der sich auf den Filmtitel bezieht.

## Chartplatzierungen
| ChartsChartplatzierungen       | Höchstplatzierung | Wochen |
| ------------------------------ | ----------------- | ------ |
| Deutschland (GfK)              | 22 (4 Wo.)        | 4      |
| Vereinigte Staaten (Billboard) | 49 (16 Wo.)       | 16     |